# Anisodes subrosea
Anisodes subrosea là một loài bướm đêm trong họ Geometridae.